# Laphystia bromleyi
Laphystia bromleyi là một loài ruồi trong họ Asilidae. Laphystia bromleyi được Wilcox miêu tả năm 1960. Loài này phân bố ở vùng Tân Bắc giới.